# Chris Johnson (musicus)
Chris Johnson is een Brits gitarist en zanger. Alhoewel hij zich steeds meer ontpopte als multi-instrumentalist bleef gitaar zijn hoofdinstrument.
Johnson toerde vanaf zijn 19e met een band, die later de naam Lo Beams zou dragen. Na een tijdje dook zijn naam op bij The Evernauts. Vanaf 2005 speelde hij mee met Mostly Autumn en maakte daarmee een aantal albums en trad er ook mee op. Hij schreef er ook muziek voor. Als Heather Findlay van Mostly Autumn een eerste solo-uitstapje probeert, zit hij achter de knoppen van de geluidsstudio: Offerings is het resultaat. Findlay ging een relatie aan met Fish en Johnson kwam in diens band te spelen. In 2008 verliet Johnson Mostly Autumn. Findlay en Fish scheidden vervolgens hun wegen en Johnson bleef met Findlay optreden.
Halo Blind (ook wel Parade genaamd) is een band met Gavin Griffiths en Anne-Marie Helder (beiden ook uit de stal van Mostly Autumn). 

## Discografie
- 1999: Lo Beams: Lo Beams
- 2004: The Evernauts: The northern country
- 2005: Mostly Autumn: Storms over Still Water
- 2005: Mostly Autumn: Spirit of Christmans Past
- 2006: Mostly Autumn: Storms over London Town, (geluidstechnicus)
- 2007: Mostly Autumn: Heart Full of Sky
- 2007: Odin Dragonfly: Offerings (geluidstechnicus)
- 2008: Fish: 13th Star
- 2009: The Yards: Imperial messures (muziekproducent)
- 2009: Mostly Autumn: Pass the Clock (verzamelalbum)
- 2009: Halo Blind: The fabric (geluidstechnicus)
- 2011: Heather Findlay: The Phoenix Suite
- 2012: Chris Helme: The rokery
- 2012: Heather Findlay and Chris Johnson, Live at the Cafe 68
- 2012: Simon Snaize: The structure of recollection (geluidstechnicus)
- 2012: Heather Findlay: Songs from the old kitchen